# Johanna Quaas
Johanna Quaas ( AFI: /joˈhana ˈkvaːs/ ; née Geissler AFI: /ˈgaɪsˌlɐ/ ; (Hohenmölsen, Alemania, 20 de noviembre de 1925) es una gimnasta alemana certificada el 12 de abril de 2012 por Guinness World Records como la gimnasta competitiva activa más antigua del mundo. Fue a sus 86 años cuando batió el récord. Competidora habitual en la competición amateur Landes-Seniorenspiele (Juegos Estatales de Mayores) en Sajonia. En 2012 se hizo conocida mundialmente cuando el usuario de YouTube LieveDaffy subió dos videos de Quaas realizando rutinas de gimnasia: uno en las barras paralelas y otro en suelo. Se convirtieron en videos virales y, dentro de los seis días posteriores a la publicación, generaron más de 1,1 millones de visitas cada uno. 

## Biografía
Cuando era niña, era activa y, a menudo, trepaba barras altas y rodaba sobre las colchonetas. Comenzó a hacer gimnasia a una edad temprana, compitiendo por primera vez alrededor de los diez años hasta que su familia  se mudó a otra parte de Alemania lo que terminó con su participación en competencias en ese momento. Cuando tenía once años, comenzó el trabajo de servicio social requerido por la Alemania nazi para niñas durante la Segunda Guerra Mundial, trabajó en la agricultura  y cuidó a los niños de otra familia. Tras completar el servicio social obligatorio, se formó como entrenadora de gimnasia en Stuttgart, terminando en 1945 y mudándose a Weißenfels. Sin embargo, no podía dedicarse a la gimnasia en ese momento porque había sido prohibida en Alemania Oriental durante los dos primeros años de la ocupación aliada posterior a la Segunda Guerra Mundial. Así se dedicó al balonmano en equipo mientras estaba en Weißenfels, aprendiendo y practicando hasta que se eliminó la prohibición de la gimnasia en 1947. En 1950, estudió en la Universidad de Halle para convertirse en profesora de deportes.
En 1963  se casó con el entrenador de gimnastas Gerhard Quaas. También entrenador de gimnasia en SC Chemie Halle nació en 1932 y murió en 2016 a la edad de 83 años. Con Gerhard,tuvo tres hijas, junto con cuatro nietos,  una bisnieta, y un segundo bisnieto nacido en 2017. Quaas reside en Halle, Sajonia-Anhalt .  Su apodo personal es 'Hannchen',  y la prensa la ha apodado 'Turn-Oma' ( Abuela de gimnasia ).
En 2016, cumplió el sueño de su vida a la edad de noventa años saltando en paracaídas desde una altura de unos 3000 metros (9842,5 pies). Hizo esto como dedicatoria a la reina Isabel II, quien también cumplió noventa años durante ese año a la que respeta por el trabajo de su vida y adora. El compañero de salto en tándem de Quaas fue el medallista olímpico de gimnasia Eberhard Gienger .
Quaas ha sufrido varias lesiones no relacionadas con la gimnasia. Tuvo una caída de bicicleta en la primavera de 2014 que la dejó temporalmente sin poder usar el equipo del gimnasio. En ese momento, también informó que estaba teniendo algunos problemas en un hombro  causados por un tendón desgarrado, pero no se dio a conocer la causa del desgarro. Tiene osteoartritis en la rodilla izquierda, y mientras realizaba una tarea no relacionada con el deporte, sufrió un desgarro en el tendón del bíceps izquierdo a principios de noviembre de 2018, lo que le impidió participar en gimnasia el Blume Festiva Gran Canaria en 2018. y en gimnasia con dispositivos en el 97th Jahnturnfest en 2019.  Según lo informado por GYMmedia, con citas de Quaas:

Sólo quería ajustar una silla de bebé para su nieta, pero el "pezón no pasaba por el colgajo" - un tirón y una sacudida - ¡un fuerte dolor en el brazo izquierdo le llevó al diagnóstico anterior!

"Me dolió, por supuesto", dijo la todavía activa atleta de alto nivel, "pero, curiosamente, ahora puedo levantar el brazo mucho mejor que antes, y el médico dijo: ¡dejémoslo así por ahora!".

En abril de 2021, Quaas recibió su primera vacuna contra el COVID-19. El 20 de noviembre de 2021 en su 96 cumpleaños celebró con retraso su 95 con una fiesta que había sido cancelada a causa de la pandemia.

## Trayectoria profesional
Después de aprobar el examen de enseñanza en 1950, comenzó a trabajar en el Institut für Körpererziehung (Instituto de Educación Física), donde formó a profesorado de deportes y fue coautora del libro de texto universitario Gerätturnen (Aparatos de gimnasia ). Ese mismo año, compitió como parte del equipo de gimnasia SC Wissenschaft Halle junto con Helga Speck (Buchmann) y Rosemarie Neutsch (Kirsch). Aunque la gimnasia ya no estaba prohibida en Alemania Oriental, Quaas continuó jugando balonmano y fue miembro del equipo que ganó el Campeonato de Alemania Oriental en 1954. Quaas centró su atención en entrenar gimnasia juvenil femenina y, junto  al entrenador Siegfried Bräutigam, llevó al equipo a convertirse en campeonas juveniles alemanas en 1957. Luego, en 1961, comenzó a entrenar gimnastas en Halle más tarde denominado SC Chemie Halle. Sus gimnastas incluyeron a Barbara Dix-Stolz y Christel Felgner-Wunder, quienes terminaron en cuarto lugar en los Juegos Olímpicos de Verano de 1964 en Tokio.
En 1981,a los 56 años, Quaas volvió a la gimnasia activa de una manera adecuada para personas mayores y comenzó a competir en el grupo Senior de los festivales de gimnasia alemanes.  Fue en el Harzer Bergturnfest (Festival de Gimnasia de la Montaña Harz) en Blankenburg donde Quaas volvió a competir en 1982. Al año siguiente, ganó el GDR Gymnastics and Sports Festival  por primera vez en Leipzig .
En 2000, la Asociación Alemana de Gimnasia reabrió campeonatos para atletas mayores con en el German Gimnastics Festival,  y ganó el título de campeona alemana senior de gimnasia once veces seguidas.

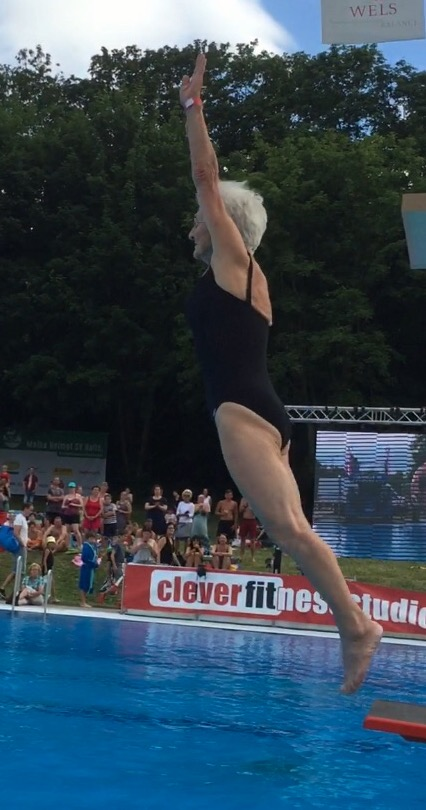
Quaas saltando a una piscina, 24 de junio de 2017

A los ochenta años, Quaas era una competidora activa y entrenaba en SV Halle. En 2011, terminó su participación en los campeonatos nacionales, y en 2012, seguía siendo competidora habitual en los Landes-Seniorenspiele amateur (Juegos estatales para personas mayores) en Sajonia.
El 2 de noviembre de 2013, en el 28 ° Cottbuser Turn-Memorial (Cottbus Gymnastics Memorial), ganó en lo que luego dijo que era su última competencia de gimnasia. El propósito del Memorial es "'conmemorar a aquellos que ya no están allí y honrar a aquellos que se mantienen en forma y capaces de la vida cotidiana a través de la gimnasia en el aparato hasta la vejez'", según el gimnasta senior Helmut Wetzel.
En junio de 2016, volvió a anunciar su plan de competir por última vez en agosto de ese año en el tradicional Jahnturnfest (Festival de Gimnasia de Jahn ) en Freyburg .  Continuó comenzando con los ejercicios de piso, banco, barras paralelas y barra alta.  Aunque no en una competencia, en abril de 2017, realizó una rutina de barras paralelas en un set olímpico masculino  en el 8º Foro Internacional de Innovación de Asia sobre el Envejecimiento en Singapur.
Desde que se desgarró el tendón del bíceps en 2018, ya no realiza gimnasia activa o competitiva, pero aún podía pararse de cabeza a los 95 años. Ha desarrollado una rutina de gimnasia en la cama que realiza todas las mañanas y la ha puesto a disposición en YouTube y DVD publicado por Wissner-Bosserhoff. Había planeado participar en el 98.º Jahnturnfest en agosto de 2021 usando una bicicleta, pero en Pentecostés de ese año, mientras daba un paseo recreativo en bicicleta en su ciudad natal original de Hohenmölsen, se estrelló y sufrió una fractura de cuello femoral porque requirió cirugía.
Quaas se hizo conocida en todo el mundo cuando el 26 de marzo de 2012, el usuario de YouTube LieveDaffy  subió dos videos del entrenamiento de 86 años durante el de . en Cottbus, uno en las barras paralelas y otro de una rutina de ejercicios en el suelo. Los clips se convirtieron en videos virales y, dentro de los seis días posteriores a la publicación, generaron más de 1,1 millones de visitas cada uno.   Los periódicos y estaciones de televisión alemanes e internacionales informaron sobre Quaas, y fue invitada a aparecer en el programa de televisión alemán Gottschalk Live . Su historia también fue cubierta en al menos 188 periódicos chinos. A fecha de diciembre de 2021, el video de barras paralelas recibió más de 3,7 millones de visitas, y el video del piso más de 3,8 millones de visitas.
Algunas citas que se le atribuyen a  Quaas son:  
"Si estás en forma, es más fácil dominar la vida", "Cuando hay movimiento, hay vida", "Mi rostro es viejo pero mi corazón es joven" y "Tal vez el día que deje de hacer gimnasia es el día que me muera".  

## Premios y reconocimientos
- El 12 de abril de 2012, recibió una entrada en el Guinness World Records  como la gimnasta competitiva activa más antigua del mundo .[2]
- El 20 de septiembre de 2014 Quaas fue invitada por el International Gymastics Training Camp y el American Turners New York para realizar su rutina de barras en la carroza de este último en el 57.º desfile Steuben germano-estadounidense. La procesión del desfile duró una hora y Quaas realizó su rutina seis veces mientras estaba en la carroza.[21]
- El 16 de mayo de 2015, recibió el premio Nadia Comăneci a la deportividad del Salón de la fama de la gimnasia internacional .[22]
- Participó en el reconocido programa de televisión de Steve Harvey Little Big Shots: Forever Young . El episodio se emitió el 5 de julio de 2017 y, en él, realizó su rutina en las barras paralelas. Sin el conocimiento de Quaas, la medallista de oro olímpica Simone Biles observaba desde detrás del escenario. Después de que Quaas completó su rutina, Harvey la sorprendió subiendo a Biles al escenario para honrarla. Biles dijo que la actuación de Quaas la dejó "sin palabras".[23]